# Вовк-Карачевський Василь Васильович
Василь Васильович Вовк-Карачевський (рос. Василий Васильевич Волк-Карачевский, 1873 — 1920) — історик, публіцист, політичний діяч, депутат Державної думи II скликання від Чернігівської губернії.

## Біографія
Народився в родині чиновника колезького асесора Василя Никодимовича Вовка-Карачевського та його дружини Марфи Павлівни. Рід Вовків-Карачевських належав до дворянських родів Мінської губернії.
Випускник Київського університету Святого Володимира. Учасник студентських протестів в березні 1897 року. Був затриманий, звільнений через тиждень, до дізнання не притягувався. Наукові інтереси становила історія Правобережної України. Його робота «Боротьба Польщі з козацтвом у другій половині XVII і початку XVIII століття» (Київ, 1899) широко обговорювалася. Викладач Київського кадетського корпусу. За промову, виголошену на річному товариському сніданку, йому було запропоновано залишити службу в корпусі. Повернувся в Чернігівську губернію. Голосний Чернігівського губернського земства. Фінансово підтримував київську організацію  партії соціалістів-революціонерів, в його квартирі була есерівська явка. З осені 1906 член  Народно-соціалістичної партії. Землевласник (151 десятина) в Борзнянському повіті Чернігівської губернії.

### Депутатська діяльність
7 лютого 1907 був обраний до Державної думи II скликання від загального складу вибірників Чернігівських губернських виборчих зборів. Голова Народно-соціалістичної думської фракції. Член бібліотечної комісії, комісії по виконанню державного розпису доходів і витрат, комісії про допомогу безробітним, аграрної комісії і комісії для підрахунку куль при обранні товаришів секретаря Думи. Брав участь в дебатах з аграрного питання, був прихильником націоналізації землі, з питання допомоги голодуючим, бюджетному, про місцевий суд. Вніс на розгляд Думи «Основні положення тимчасового закону по земельних справах», які передбачали скасування указу 9 листопада 1906 року про вихід з общини, указу 15 квітня 1906 року, що забороняв сільськогосподарські страйки, регулювання орендних відносин, ліквідацію урядових землевпорядних комісій, створення місцевих земельних комітетів та інше. Широко відомою стала його реакція на репліку П. А. Столипіна на адресу депутатів-соціалістів «не залякати». Вовк-Карачевський у відповідь сказав, що загрози з боку уряду їх теж не залякають, так як «сонце нового життя, сонце свободи і сонце рівності і братства вже пробивають ті хмари, які зараз нависли над Росією».

### Подальша доля
Після розпуску Думи повернувся в Чернігівську губернію. З 1908 викладав російську мову і словесність, потім історію і географію в 7-класному комерційному училищі в Конотопі. 26 квітня 1910 розпорядженням міністра внутрішніх справ був звільнений.
У 1914—1917 роках, під час першої світової війни, секретар Всеросійського союзу міст.
Після лютого 1917 став членом ЦК Трудової народно-соціалістичної партії (за іншими відомостями був членом Ради старійшин партії «енесів»).
Після жовтня 1917 увійшов в антибільшовицький Союз відродження Росії (петроградська організація). У Союзі відродження дотримувався крайньої лівої позиції, вважаючи, що ніяка військова диктатура не прийнятна (в тому числі і диктатура Колчака). Від Союзу відродження брав участь в роботі тактичного центру. 1 вересня 1919 заарештований чекістами під час засідки в квартирі М. М. Щепкіна. Помер під час слідства у в'язниці ВЧК.
Реабілітований в 2000 р.

## Родина
Василь Вовк-Карачевський був одружений з Олександрою Борсук, громадською і політичною діячкою, народницею, яка була причетна до Київської Громади, вчителювала у земських школах на Чернігівщині, провадила національно-освітню працю серед селян.

## Праці
- Волк-Карачевский В. В. Борьба Польши с казачеством во второй половине XVII и начале XVIII века. — Киев: Тип. Императорского университета Св. Владимира, 1899.— 377 с. [Архівовано 2 грудня 2014 у Wayback Machine.]

### Рекомендовані джерела
- Ерофеев Н. Д. Народные социалисты в первой русской революции. М, 1979;
- Политические партии России. Конец XIX первая треть XX века: Энциклопедия. М, 1996.
- Российский государственный исторический архив. Фонд 1278. Опись 1 (2-й созыв). Дело 82; Дело 608. Лист 13.